# 抓

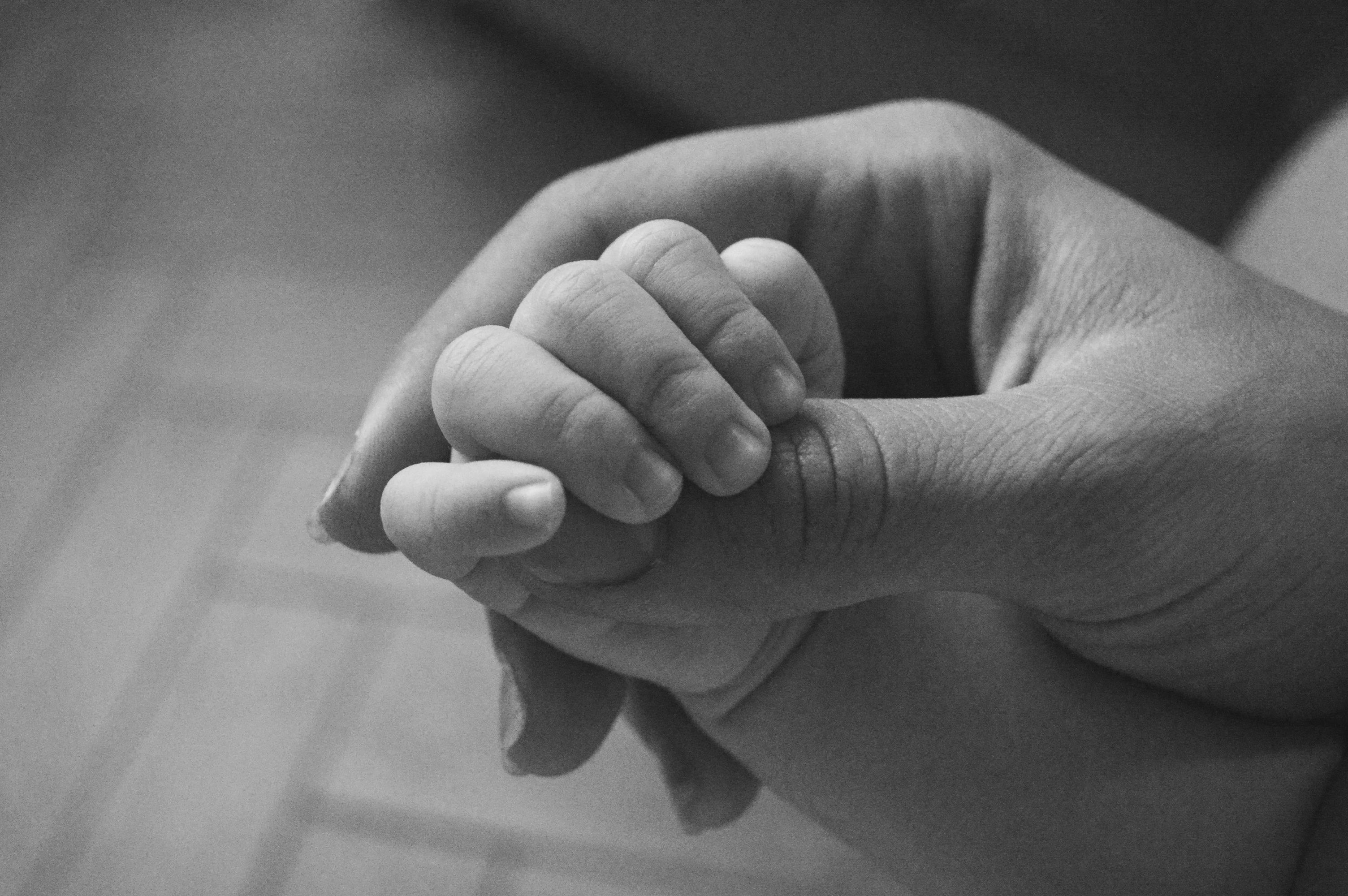
对于新生儿来说，抓是一种本能反应。

抓是人類的一種手部動作，當人類用手抓時手指會彎曲。握手就是人類做出抓這個動作時的一個例子。當婴儿16周时他們就會抓取某些物體。6岁时，孩子们就可以學習如何使用书写工具，這方面其實也涉及抓這一動作。 